# Лаг-Нюкоп
Лаг-Нюкоп (нід. Laag-Nieuwkoop) — селище в нідерландській провінції Утрехт. Входить до муніципалітету Стіхтсе-Вехт.
Перша згадка про населений пункт датується 14-им сторіччям. Наразі у ньому нараховується близько 25 будинків.
До 1942 року мало статус окремого муніципалітету.